# Mul (Maharashtra)
Mul és una ciutat i municipalitat del districte de Chandrapur a Maharashtra, en un dels extrems de la serra de Mul, a la que dona nom. El lloc principal a la rodalia és Somnath. Consta al cens del 2001 amb una població de 22.256 habitants. És també capital d'un tahsil o taluka del districte que durant el període britànic estava format per 881 pobles amb 13.203 km² (i una població de 215.784 habitants el 1881); de la superfície assenyalada 7.433 km² estaven formats pels cinc zamindaris d'Ahiri, Pawimulanda, Gilgaon, Potegaon i Chandala i la resta pertanyia al govern. La ciutat tenia 3.844 habitants el 1881 quasi tots hindús i tres quarts d'ètnia telinga i llengua telugu.